# Юльянка (Сілезьке воєводство)
Юльянка (пол. Julianka) — село в Польщі, у гміні Пширув Ченстоховського повіту Сілезького воєводства.
Населення — 123 особи (2011).
У 1975—1998 роках село належало до Ченстоховського воєводства.

## Демографія
Демографічна структура станом на 31 березня 2011 року:
|          | Загалом | Допрацездатний вік | Працездатний вік | Постпрацездатний вік |
| -------- | ------- | ------------------ | ---------------- | -------------------- |
| Чоловіки | 67      | 8                  | 50               | 9                    |
| Жінки    | 56      | 8                  | 32               | 16                   |
| Разом    | 123     | 16                 | 82               | 25                   |